# Sergio Carreira
Sergio Carreira, né le 13 octobre 2000 à Vigo, est un footballeur espagnol qui évolue au poste d'arrière droit au RC Celta.

## Biographie
Né à Vigo, en Galice, Carreira pratique d'abord le football au Coruxo FC, avant de rejoindre le centre de formation du Celta de Vigo en 2012.

### Carrière en club
Déjà devenu un élément central de l'équipe reserve du Celta, le jeune Carreira joue son premier match en professionnel le 19 décembre 2019, lors d'un match de Copa del Rey contre Peña Azagresa (en), entrant en jeu à la 52e minute, à la suite de la blessure de Jorge Saénz. Il s'illustre dans un registre offensif, combinant notamment avec Juan Hernández (en) qui marque un doublé, pour offrir la victoire 2-0 au club de Vigo,.
Il fait ses débuts en Liga la saison suivante, le 17 octobre 2020, titularisé au poste de latéral droit pour une défaite 0-2 à domicile contre l'Atlético Madrid, les futurs champions espagnols de cette édition.
Le jeune défenseur signe un nouveau contrat le 20 juillet 2021, le liant aux Cenestes jusqu'en 2025, étant prêté dans la foulée au CD Mirandés en Segunda División jusqu'à la fin de la saison. Dans le club de Miranda de Ebro, Carreira s'impose rapidement comme un titulaire de l'équipe première.

### Carrière en sélection
Carreira est appelé avec l'équipe d'Espagne des moins de 19 ans en mai 2019, pour un stage de préparation à Alicante, sans toutefois participer aux tournois qui suivent, alors que l'année 2020 est ensuite quasiment vierge de compétitions juniors à cause du covid.
Il est une première fois convoqué en équipe espoirs par Luis de la Fuente en août 2021 au sein d'une équipe très rajeunie,, se voyant titularisé pour le match du 3 septembre 2021 contre la Russie qui compte pour les éliminatoires du Championnat d'Europe.

## Style de jeu
Formé comme attaquant, Carreira est reconverti au poste d'arrière droit lors de sa formation.